# Cratere Dangun
Dangun è un cratere sulla superficie di Rea.